# Wiesław Krzemiński
Wiesław Krzemiński (ur. 1948) – polski zoolog, paleontolog, entomolog i dipterolog, profesor nauk biologicznych. Pracownik Instytutu i Systematyki Zwierząt Polskiej Akademii Nauk w Krakowie i Instytutu Biologii Uniwersytetu Pedagogicznego im. Komisji Edukacji Narodowej w Krakowie.

## Życiorys
Od 1978 roku zatrudniony w Instytucie Systematyki i Ewolucji Zwierząt Polskiej Akademii Nauk w Krakowie. W 1981 roku na podstawie pracy pt. „Eriopterinae (Diptera, Nematocera)of Poland” uzyskał stopień doktora nauk biologicznych. W 1993 roku uzyskał stopień doktora habilitowanego nauk przyrodniczych na podstawie rozprawy pt. „Triassic and Lower Jurassic stage of the Diptera evolution” na Wydziale Biologii i Nauk o Ziemi, Uniwersytetu Jagiellońskiego w Krakowie. W 2003 roku uzyskał nominację profesorską i rozpoczął pracę na wydziale Biologiczno-Rolniczym Uniwersytetu Rzeszowskiego, a od 2010 roku w Instytucie Biologii Uniwersytetu Pedagogicznego w Krakowie.

## Zainteresowania badawcze
Światowej sławy entomolog zajmujący się badaniem współczesnych i kopalnych owadów. Jego główne zainteresowania badawcze koncentrują się na systematyce, ewolucji i filogenezie Diptera (muchówek) i Mecoptera (wojsiłek), w oparciu o materiały kopalne i współczesne.
Dzięki licznym wyjazdom do najważniejszych kolekcji owadów na świecie posiada możliwości badania systematyki, ewolucji i filogenezy tych grup owadów. Opisał najstarsze muchówki sprzed 240 mln lat, wykazując ich powiązania z przodkami muchówek z rzędu wojsiłek.